# Balthasar Anton Dunker

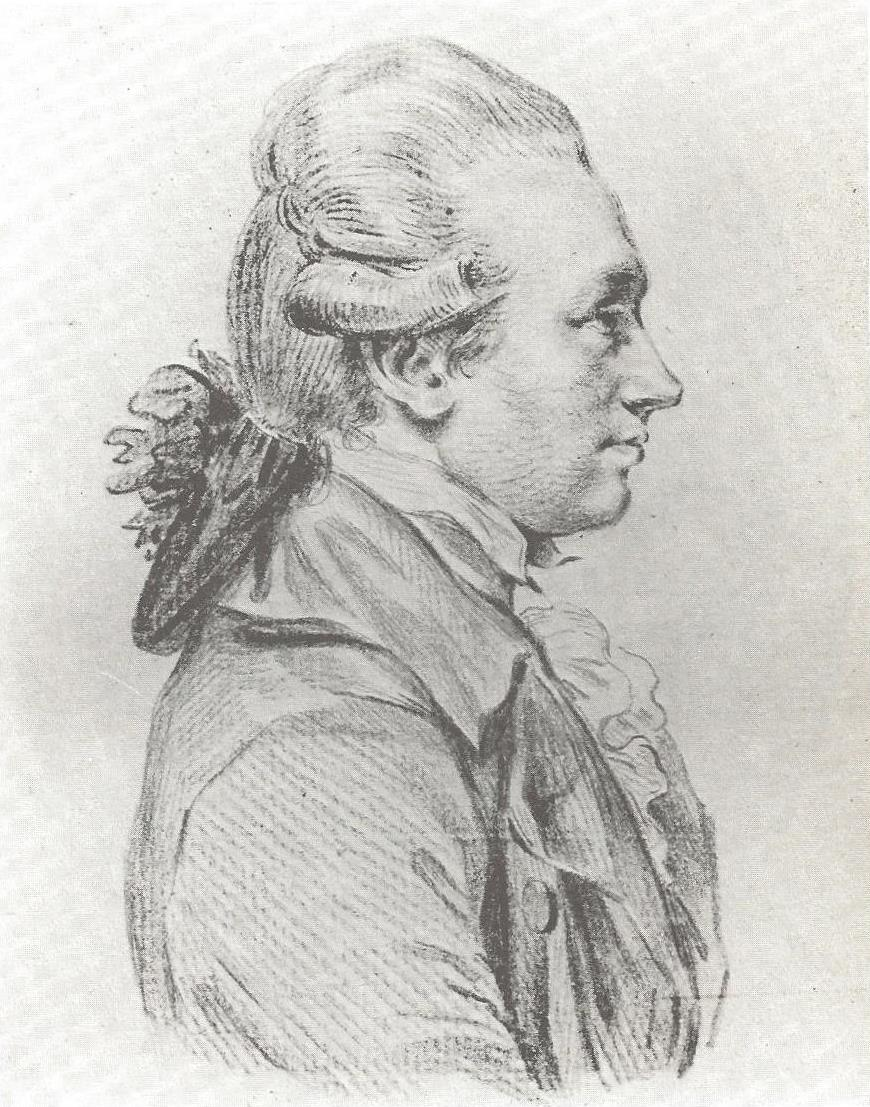
Balthasar Anton Dunker, Zeichnung von Sigmund Freudenberger (um 1775)

Balthasar Anton Dunker, auch: Duncker (* 15. Januar 1746 in Saal (Vorpommern); † 2. April 1807 in Bern) war ein deutscher Maler, Radierer und Schriftsteller, der überwiegend in Bern wirkte. Neben Landschaftsmalerei befasste er sich mit der Darstellung des politischen Geschehens seiner Zeit. Seine zum Teil satirischen Werke stellen einen frühen Höhepunkt der politischen Karikatur in der Schweiz dar.

## Leben
Balthasar Anton Dunker war der älteste Sohn des vorpommerschen Pfarrers Albert Andreas Duncker (1706–1781) in Saal bei Stralsund und dessen zweiter Ehefrau, Sophie Dorothea von Olthof († 1761). Die sich früh zeigende künstlerische Begabung wurde durch Adolf Friedrich von Olthoff gefördert, der schwedischer Regierungsrat in Stralsund war. Als Onkel mütterlicherseits übernahm jener die Erziehung des Knaben und ließ ihn vom Landschaftsmaler Jakob Philipp Hackert unterrichten. Auf Olthoffs Wunsch unternahm Hackert 1765 mit seinem Schüler eine Reise nach Paris, wo er, nachdem Olthoff und die Eltern Dunkers 1768 ihr Vermögen verloren hatten, Erziehung und Unterhalt zunächst vollständig übernahm.
Neben der Unterrichtung durch die Maler Joseph Marie Vien und Noël Hallé wurde Dunker in Paris besonders durch den Kupferstecher Johann Georg Wille beeinflusst. Bei Jacques Aliamet (1726–1788) erlernte er die Grundlagen der Radierung. Erste, durch den Kunsthändler Jacques-Gabriel Huquier vermittelte Aufträge ermöglichten es ihm, seinen Lebensunterhalt selbst zu bestreiten. Seine Radierungen aus den Jahren 1770 bis 1772 für die Galerie des Herzogs von Choiseul gelten als seine erste größere Leistung.

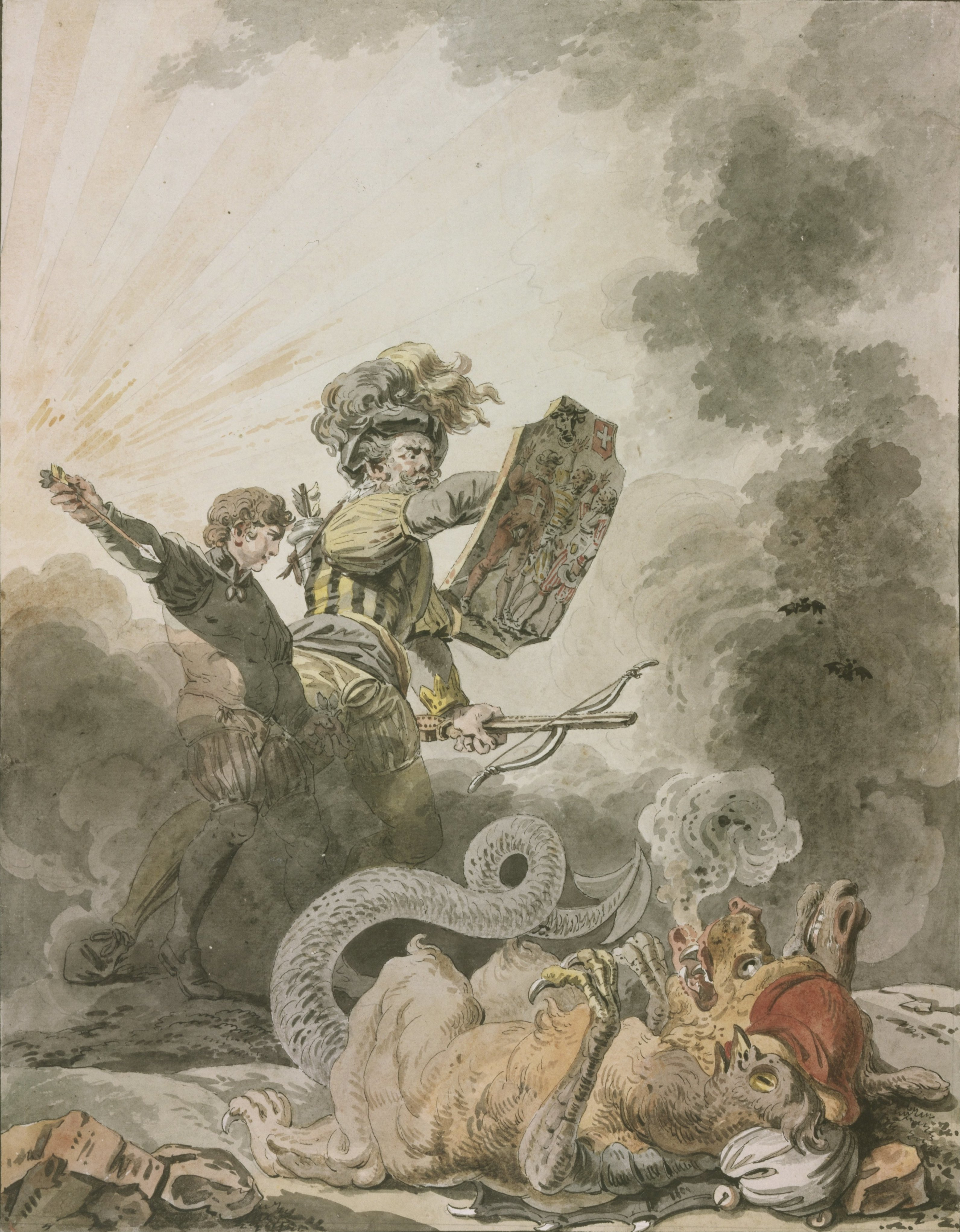
Wilhelm Tell bekämpft die Revolution, aquarellierte Federzeichnung (1798)

Im Juni 1772 ging Dunker nach Basel, um bei Christian von Mechel zu lernen. Nach einem Missverständnis zwischen ihm und seinem Lehrmeister machte er sich auf den Rückweg nach Paris. Er kam jedoch nur bis Bern, wo es zu dieser Zeit eine lebhafte Kunstszene gab. 1777 erhielt er die Bürgerrechte der Stadt Rolle im heutigen Kanton Waadt, wodurch er bernischer Einwohner wurde. Dort ließ er sich als Maler und Radierer nieder und fertigte vor allem Bilder von schweizerischen und italienischen Landschaften, aber auch Genrebilder, Porträts, zeitgeschichtliche Bilder, Karikaturen und Exlibris. Er arbeitete dabei eng mit Johann Ludwig Aberli und Sigmund Freudenberger zusammen. Auch als Buchillustrator trat er hervor, wie beispielsweise für Louis-Sébastien Merciers „Tableau de Paris“, sowie dessen „Das Jahr 2440: ein Traum aller Träume“.
In den 1790er Jahren verschlechterte sich die Auftragslage wegen der Französischen Revolution. Zwischen 1798 und 1800 veröffentlichte er mehrere Schriften, in denen er enttäuscht über den Ausgang der Revolution verbittert und satirisch den Untergang des Alten Bern darstellte. Diese stellen einen frühen Höhepunkt der politischen Karikatur in der Schweiz dar.
Seine letzten Lebensjahre verbrachte er in Armut.

## Familie
Aus der 1775 mit Johanna Franziska Fahrni aus Eriz geschlossenen Ehe erreichten sechs von fünfzehn Kindern das Erwachsenenalter. Sein Sohn Philipp Heinrich Dunker (1781–1836) wirkte als Landschaftsmaler und Kupferstecher in Nürnberg.

## Werke
Illustrationen
- Neue typographische Gesellschaft (Hrsg.): Les Nouvelles de Marguerite de Valois (L'Heptaméron des nouvelles). Bern 1780–1781
- Louis-Sébastien Mercier: Tableau de Paris. Yverdon 1787

Illustrierte Schriften
- Schriften von, Bern 1782
- Schriften B:A:D:, Bern 1785
- Ein Intermezzo mit einigen Vignetten von B.A.D. 1785, 1785
- Wappenbuch der Stadt Bern, 1795
- Der moralisch-politische Kurier, 1798
- Die verkehrte Welt in Sinnbildern
- Das Jahr MDCCC in Bildern und Versen, 1800
- Letzte Lebensjahre Friedrich von Steiger, 1800